# Amatitlania nigrofasciata
Cichlidé zèbre, Nigro
Espèce
Statut de conservation UICN

 DD  : Données insuffisantes
Amatitlania nigrofasciata, le Cichlidé zèbre ou encore simplement Nigro dans le langage courant et le plus souvent dans le monde aquariophile, est une espèce de  poisson de la famille des cichlidés et de l'ordre des Cichliformes. Cette espèce est considérée parmi les plus simples à maintenir en aquarium amateur de cichlidophilie, mais à condition tout de même de le maintenir en aquarium spécifique aux Cichlidae à caractère territorial. C'est une espèce souvent conseillée pour les débutants, mais très prolifique une fois un couple formé. Un aquarium d’une contenance minimale de 120 L est suffisant pour la maintenance d'un couple.

## Description
Les rayures noires et bleutées sur le corps de ce poisson ne sont pas sans rappeler le motif des anciens uniformes de prisonniers, d'où son nom vernaculaire anglais de « Convict Cichlid » (« Cichlidé prisonnier »). La femelle ne possède pas les mêmes extensions des nageoires dorsale et ventrale visibles chez le mâle, mais elle est plus colorée, avec des parties inférieures jaune orangé. Une variante albinos rare a également été obtenue en aquarium.
Une description a été faite par Günther en 1868 sur des exemplaires du Guyana :

« La hauteur du corps est contenue deux fois et un sixième dans la longueur totale (sans la caudale), la longueur de la tête trois fois ; la partie libre de la queue est considérablement plus profonde que longue. La tête est aussi haute que longue, avec le profil supérieur convexe jusqu'au museau, où il est droit. Le museau est de taille modérée, la largeur du préorbital étant égale à celle de l'orbite. L'œil est quelque peu plus proche de l'extrémité du museau que de celle de l'opercule ; son diamètre est considérablement inférieur à la largeur de l'espace interorbitaire, et un quart de la longueur de la tête. Les mâchoires sont de longueur égale. Les nageoires dorsale et anale molles ont à peine des écailles à leur base, et sont plus ou moins produites au milieu, les rayons les plus longs atteignant le milieu de la caudale. La nageoire dorsale commence à la verticale de l'humérus ; ses épines sont de force modérée, plutôt courtes, la longueur de la douzième étant quelque peu inférieure à un tiers de celle de la tête. Les épines anales sont aussi longues que, mais plutôt plus fortes que celles de la nageoire dorsale. La caudale est arrondie, deux neuvièmes de la longueur totale. La pectorale est aussi longue que la tête, sans le museau, s'étendant jusqu'à la deuxième ou troisième épine anale. La ventrale est à peine produite. Cette espèce est de couleur très sombre. La couleur de fond est un brun pourpre noirâtre foncé. Une bande noire arquée court de la nuque autour de la marge de l'opercule jusqu'à l'interopercule. Une deuxième est presque concentrique avec la première, courant de la nuque à l'arrière de la pectorale et de la ventrale. La troisième est courte, comme une tache, entre les épines dorsales antérieures et la ligne latérale. Les suivantes sont subverticales, légèrement inclinées vers l'arrière, et plus larges que les intervalles entre elles. L'avant-dernière relie les extrémités des nageoires dorsale et anale ; la dernière traverse la racine de la caudale. Les nageoires sont noires. »

— Günther, A.C.L.G. (traduction littérale de la description)

## Répartition
Ce taxon se rencontre nativement dans les pays suivants : Costa Rica, El Salvador, Guatemala, Honduras, Nicaragua et Panama.

### Introductions
Ce taxon a été introduit à divers endroits du monde : Puerto Rico, Îles Hawaï (États-Unis), Mexique, La Réunion (France), Moyen-Orient, Philippines et Australie.

## Systématique
Le nom valide complet (avec auteur) de ce taxon est Amatitlania nigrofasciata (Günther, 1867).
Amatitlania nigrofasciata a pour synonymes :
- Archocentrus nigrofasciatus (Günther, 1867)
- Cichlasoma nigrofasciatum (Günther, 1867)
- Cichlosoma nigrofasciatum (Günther, 1867)
- Cryptoheros nigrofasciatus (Günther, 1867)
- Heros nigrofasciatus Günther, 1867

## Étymologie
Selon FishBase (26 mars 2025) le nom générique amatitlania dérive du lieu d'origine de l'espèce type, Amatitlán, qui signifie « un endroit riche en amate » en langue nahuatl. L'amate est un type de papier rustique fabriqué à partir de l'écorce du Ficus petiolaris ou du Ficus indica.

## Publication originale
- (en) A. Günther, « On the fishes of the states of Central America, founded upon specimens collected in fresh and marine waters of various parts of that country by Messrs. Salvin and Godman and Capt. J. M. Dow », Proceedings of the Zoological Society of London, 1867, vol. 1866, n. 3, p. 600-604 [lire en ligne (page consultée le 26 mars 2025)].

## Aquariophilie
Cette espèce est parfois appelée Cichlidé zèbre ou nigro dans le domaine de l'aquariophilie.

### Taille
A. nigrofasciata mesure une taille maximale 10 centimètres en longueur standard (sans la queue) chez le mâle et environ 8,5 centimètres comme taille courante FishBase (26 mars 2025).

### Dimorphisme
Les sexes sont très simplement différenciables chez cette espèce à l’âge adulte, en effet la femelle reste plus petite que le mâle et possède un ventre plus rebondi, sans bosse nucale. Souvent pigmentée de couleur plus claire, principalement au niveau du ventre, le plus souvent de couleur orangée. Le mâle possède la terminaison des nageoires impaires plus effilés. La sélection, consanguinité et autres procédés d'élevage et de laboratoire on vu apparaître des pigmentations de plusieurs autres couleurs ou morphes.

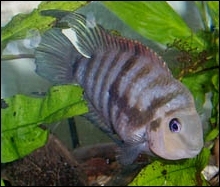
Mâle.
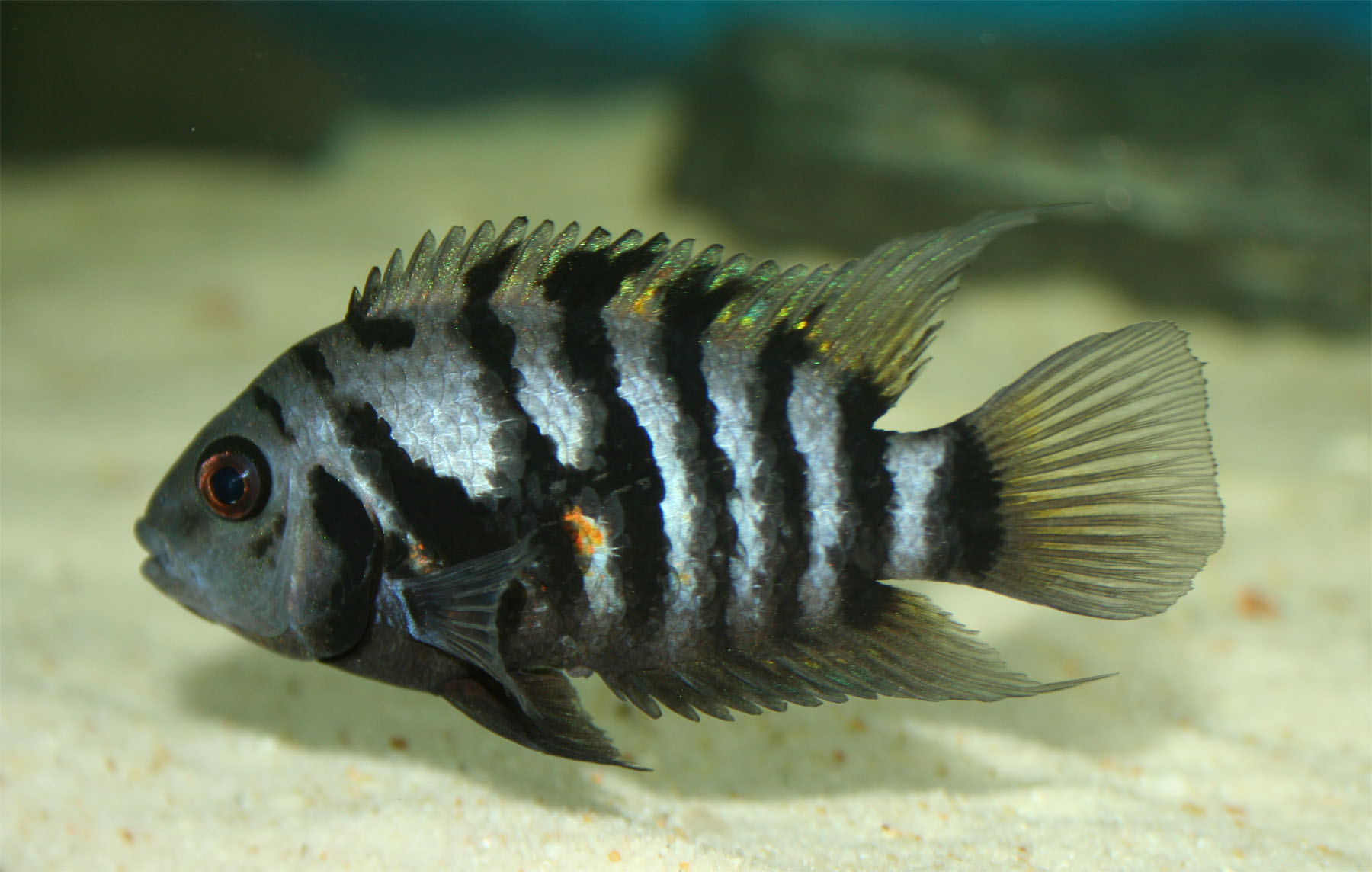
Femelle.
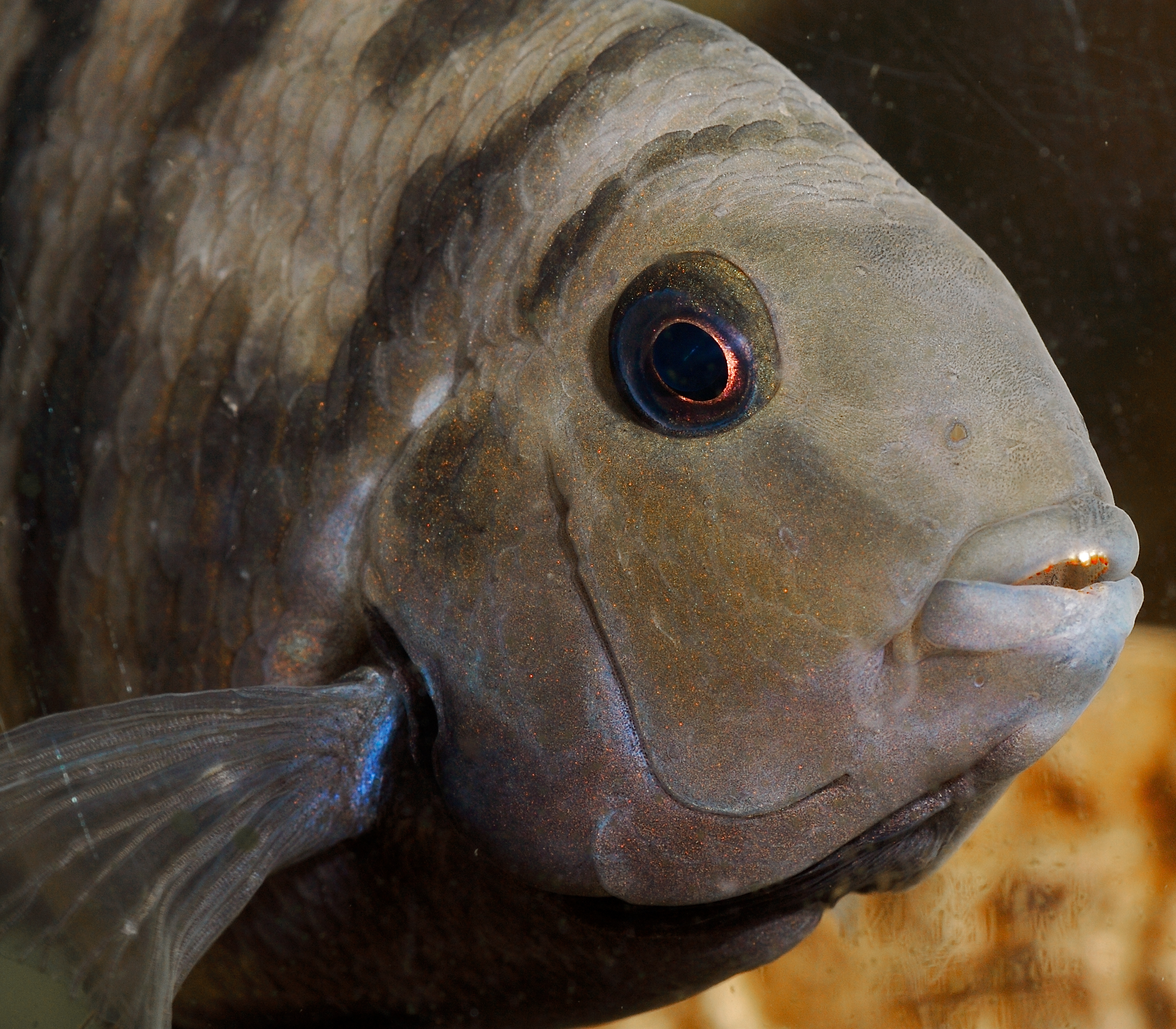
Détail de la tête du mâle.

### Reproduction
Amatitlania nigrofasciata est une espèce ovipare qui se reproduit en déposant ses œufs sur des surfaces solides, souvent sur le revers de feuilles larges. Le processus de reproduction est marqué par une garde parentale rigoureuse, où le mâle et la femelle veillent attentivement sur les œufs et les alevins. La femelle pond environ 100 à 150 œufs, qui sont ensuite fécondés par le mâle. Les œufs sont généralement déposés sur une surface plane et propre, souvent une feuille ou une roche. Les deux parents montrent un comportement de protection intense envers les œufs et les alevins. Ils défendent vigoureusement leur territoire contre tout intrus, assurant ainsi la sécurité de leur progéniture. Les œufs éclosent après une période d'incubation, et les alevins restent sous la protection des parents jusqu'à ce qu'ils soient capables de se débrouiller seuls. Pour favoriser la reproduction en aquarium, il est recommandé de fournir un environnement riche en cachettes et en surfaces de ponte, comme des feuilles larges ou des roches. Un substrat de sable fin est également bénéfique, car ces poissons aiment fouiller et réorganiser leur environnement. Si les parents ignorent leur progéniture, il est parfois préférable de transférer les alevins dans un aquarium séparé où ils pourront se développer en sécurité de leur côté.

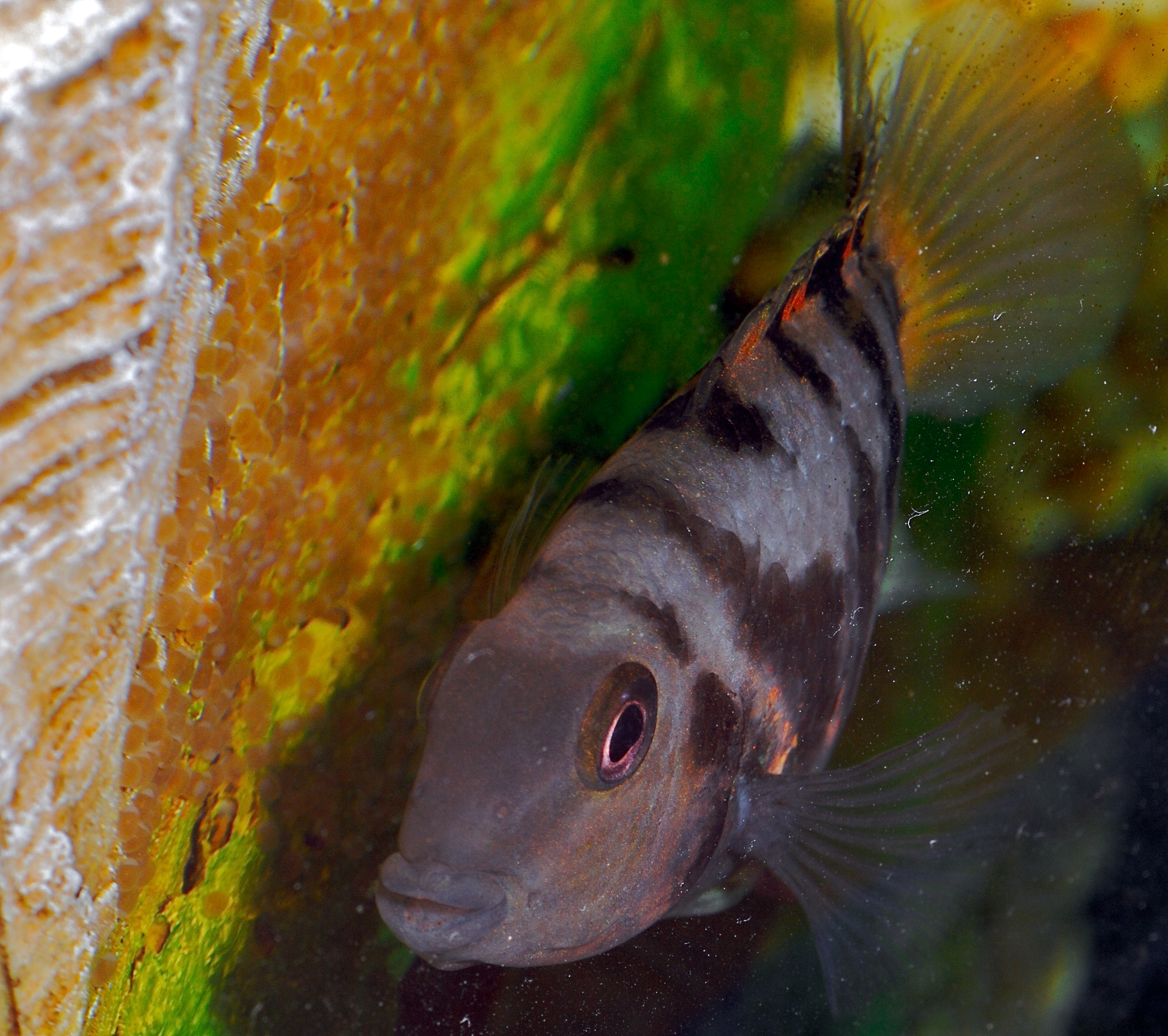
Femelle presque accolée à ses œufs.
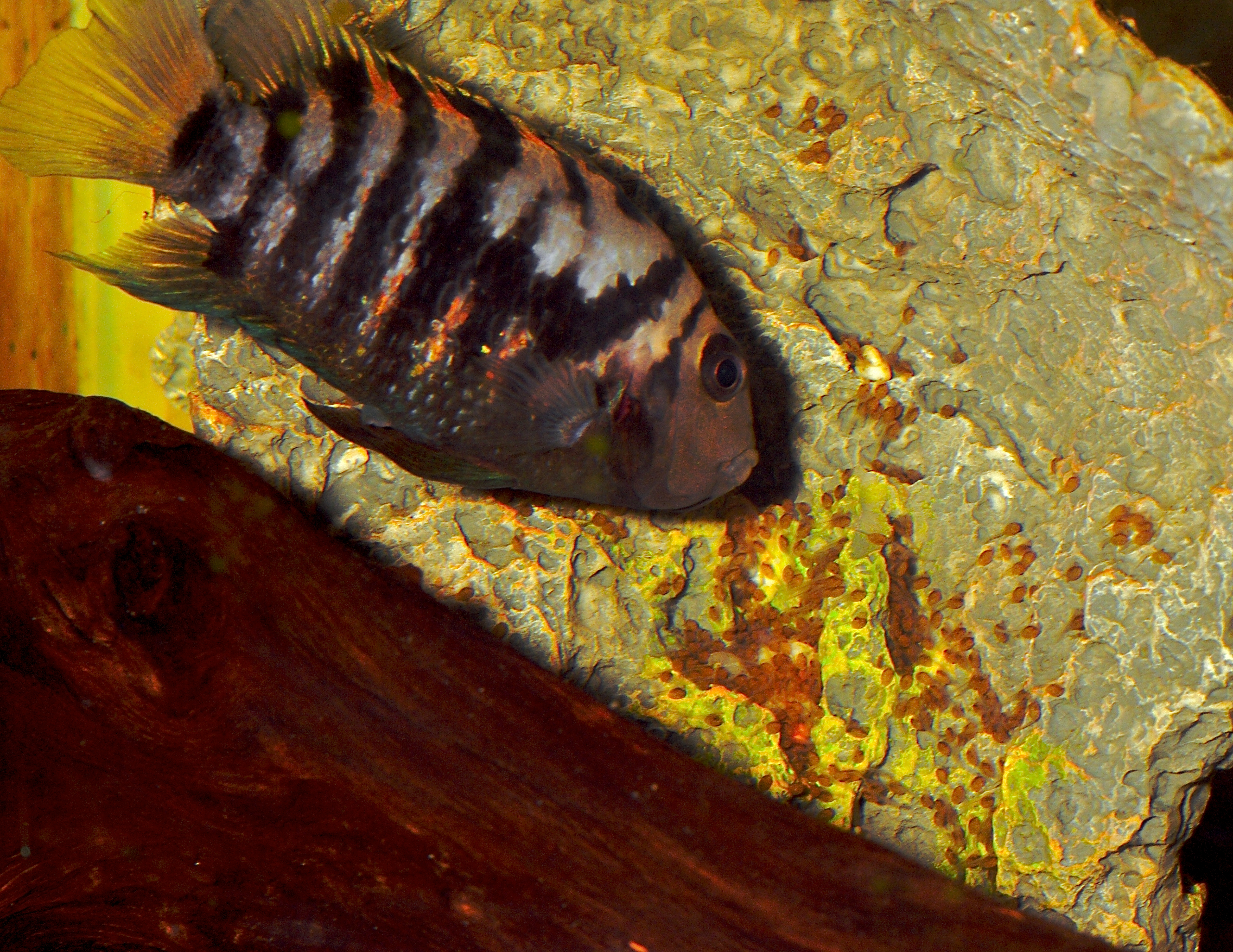
Femelle aux abords de sa portée tout juste éclose.
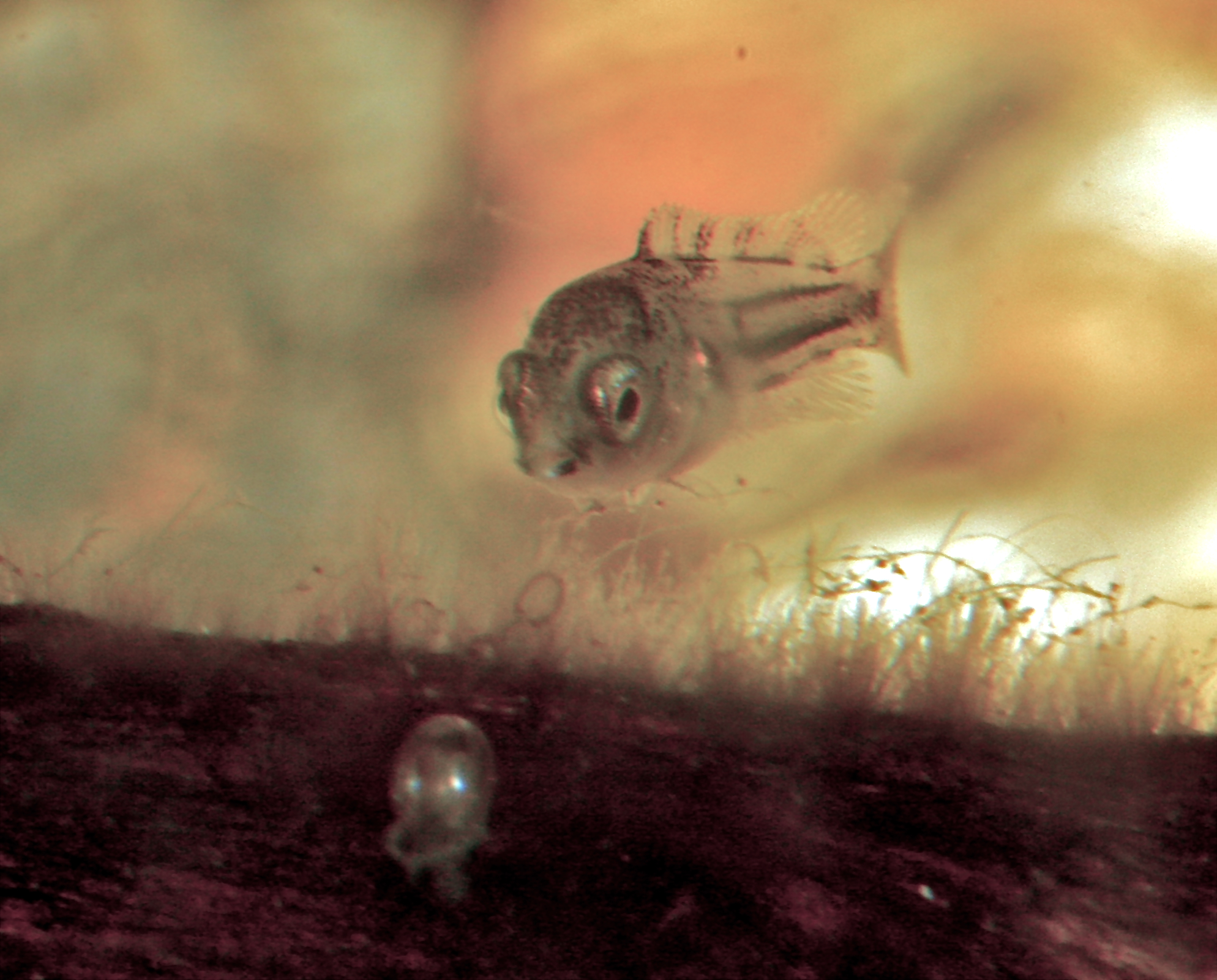
Jeune alevin encore naïf, surement en train de brouter la couverture biologique.
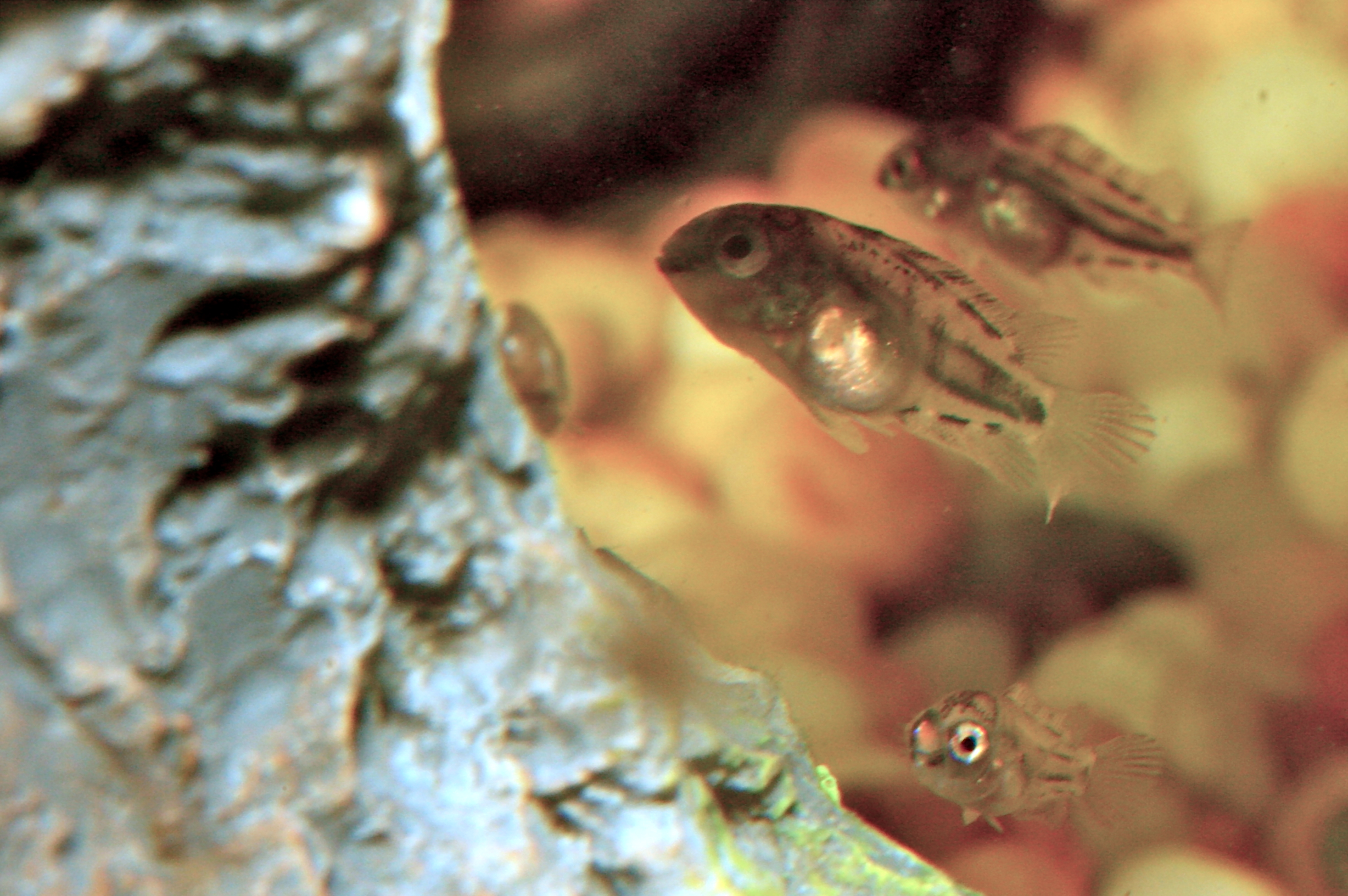
Jeunes alevins aux abords de leur première débrouillardise.
Jeunes de 2 à 3 centimètres déjà assez établis avec leur mère.

### Croisement, hybridation, sélection
Il est impératif de maintenir cette espèce et le genre Amatitlania seul ou en compagnie d'autres espèces, d'autres genres, mais de provenance similaire, afin d'éviter toute facilité de croisement. Le commerce aquariophile a également vu apparaître un grand nombre de spécimens provenant d'Asie notamment et aux couleurs des plus farfelues ou albinos. En raison de la sélection, hybridation et autres procédés chimiques et non éthiques de laboratoires[réf. nécessaire].

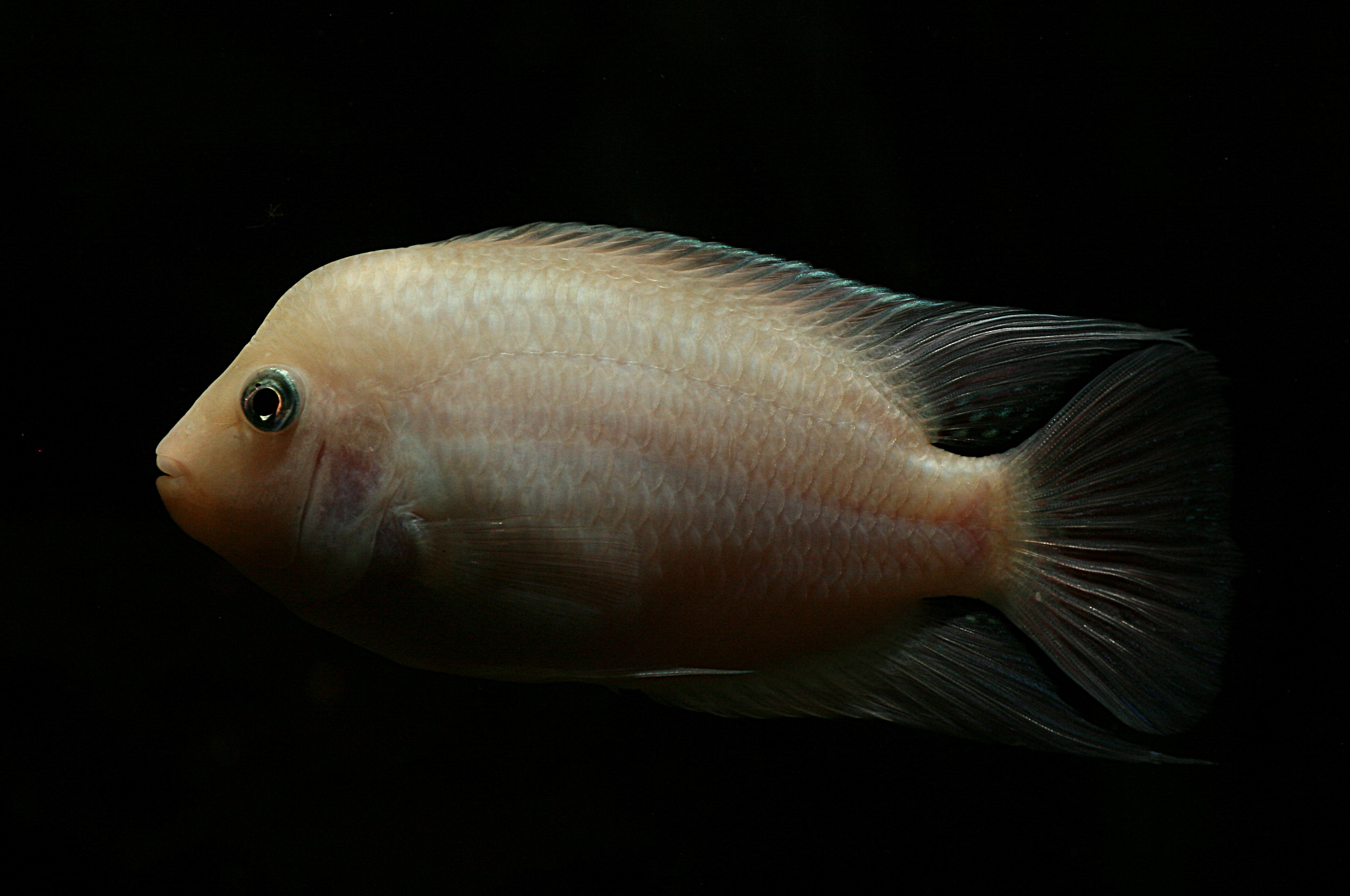
Mâle blanc.
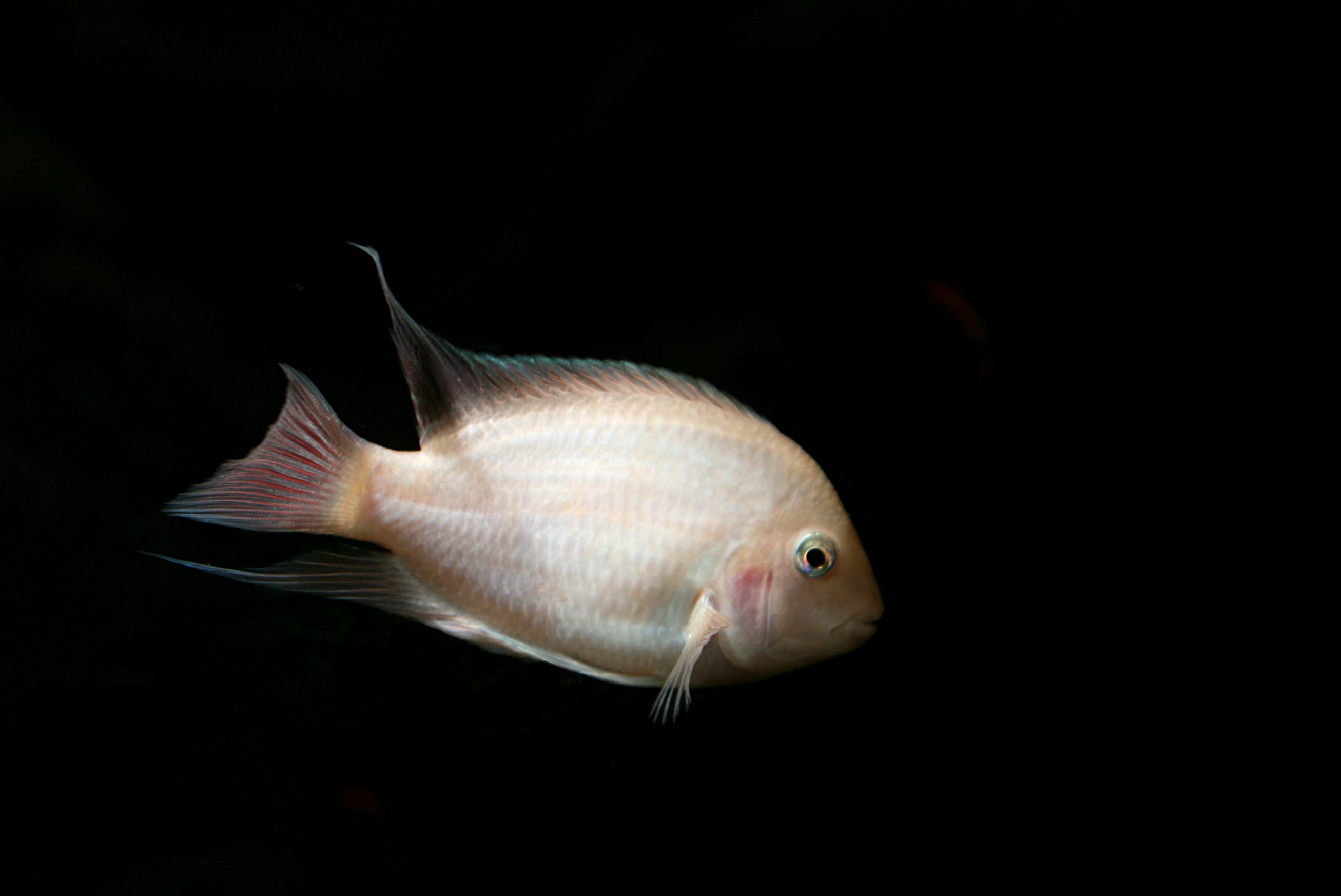
Forme "blanc albinos".
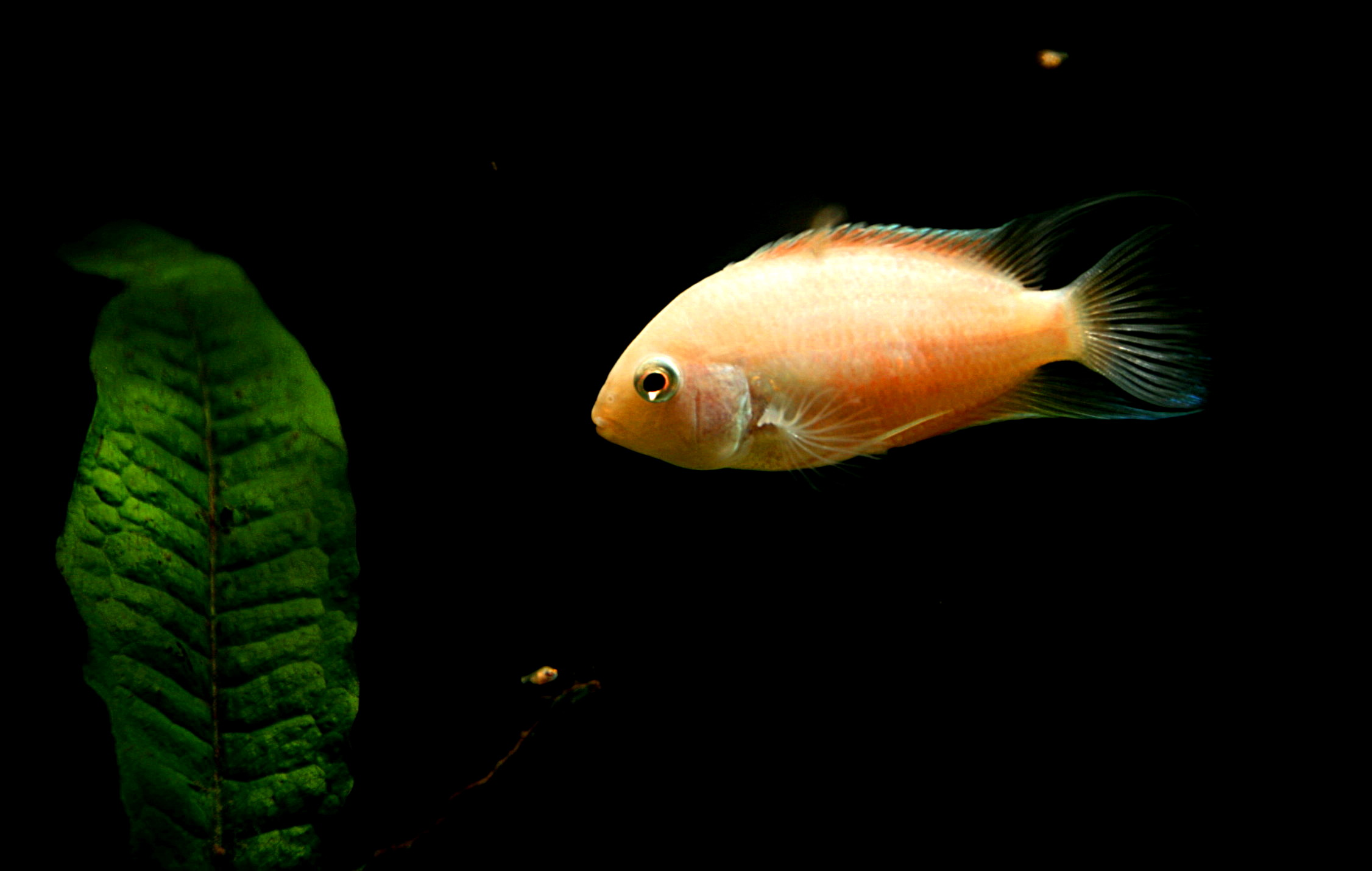
Femelle forme "blanc albinos" rouge (avec ses jeunes).
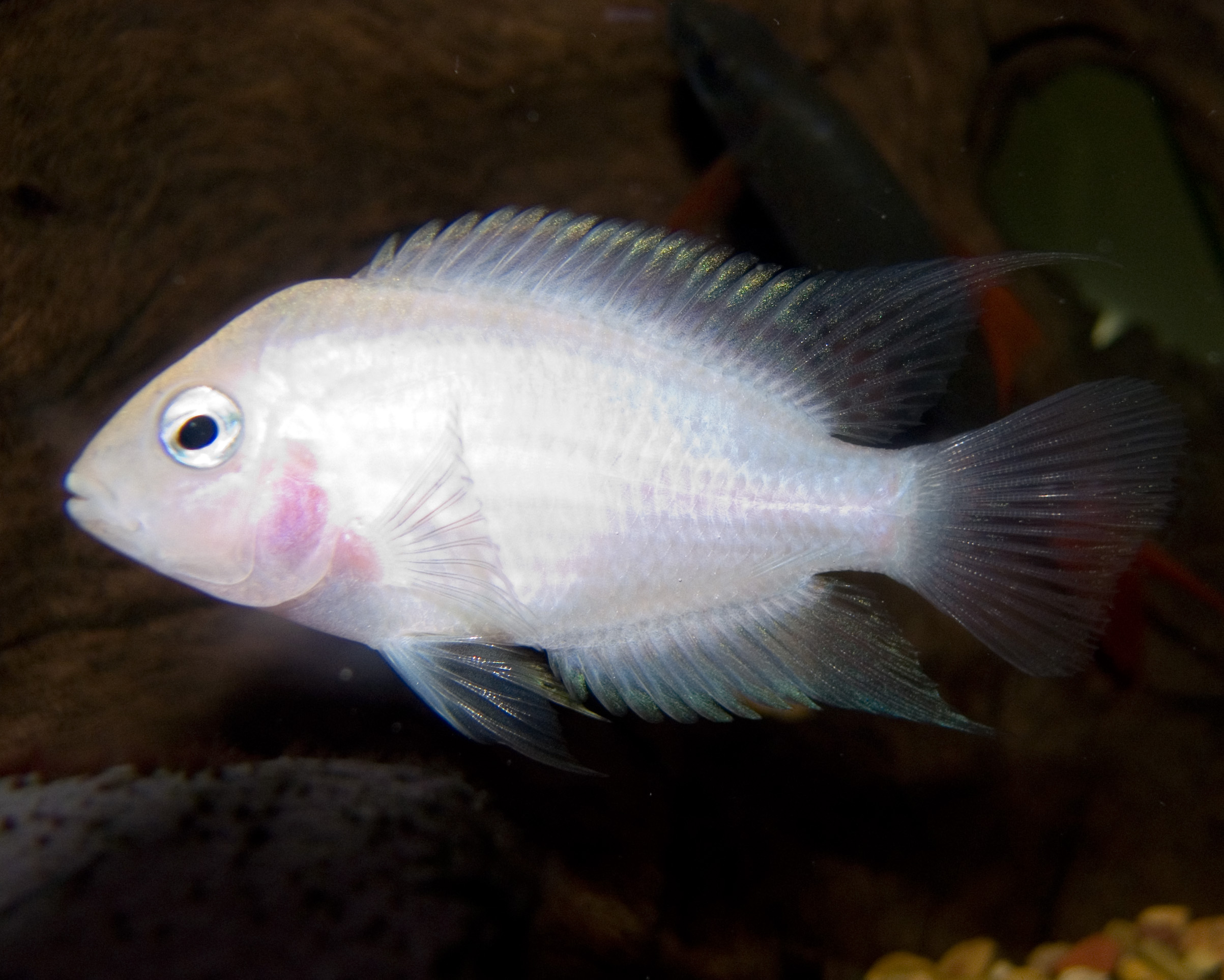
Forme "albinos rose" ou "blanc".

### Maintenance en aquarium
Ce cichlidé territorial est à maintenir en couple de préférence de provenance similaire, dans un aquarium d'au moins 80 cm de long. Pour éviter les conflits, il est crucial de ne pas sur-peupler l'aquarium et de choisir des colocataires robustes et non territoriaux. Sa popularité en aquariophilie vient en partie de sa robustesse et de ses besoins relativement simples en matière d'entretien. Pour assurer une maintenance optimale de cette espèce en aquarium, plusieurs conditions doivent être respectées :
- un aquarium d'au moins 120 litres est recommandé pour maintenir un couple de cichlidés zèbres. Pour des groupes plus importants ou des communautés de poissons, un volume de 450 à 600 litres est préférable ;
- l'eau doit être maintenue entre 20 et 36 °C. Ces poissons tolèrent bien les variations de température, mais une stabilité dans cette plage est idéale ;
- le pH de l'eau doit être compris entre 7,0 et 8,0, reflétant leur préférence pour des environnements légèrement alcalins ;
- la dureté de l'eau (GH) doit se situer entre 10 et 20, indiquant une préférence pour des eaux moyennement dures.

L'aquarium doit être aménagé avec des cachettes et des zones de repos, essentielles pour ces poissons territoriaux. Les habitats rocheux sont particulièrement appréciés, car ils offrent des fissures et des crevasses où les poissons peuvent se réfugier. L'ajout de plantes est bénéfique, bien que les cichlidés zèbres puissent déraciner les plantes en fouillant le substrat. Un substrat de sable fin, comme le sable de Loire, est recommandé pour éviter les blessures.

### Alimentation
Ces cichlidés sont omnivores et se nourrissent de vers, crustacés, insectes, petits poissons et matière végétale. En aquarium, ils acceptent une grande variété de nourritures, ce qui facilite leur alimentation.